# Laëtitia Eïdo
Laëtitia Eïdo est une actrice française née le 25 octobre 1985.

## Biographie
De père français et de mère libanaise, après des études d’architecture, elle obtient, en parallèle de sa carrière d’actrice, un doctorat-master 2 en scénographie et nouvelles écritures théâtrales à l'Université La Sorbonne-Nouvelle. Elle a publié une partie de ses recherches dans la revue théâtrale Registres.
Formée tout d’abord aux techniques de jeu classiques à Paris, elle a également suivi différents stages avec les compagnies de Peter Brook et Jacques Lecoq, puis a privilégié la technique de jeu de S. Meisner, à Londres et New York[réf. nécessaire].
Elle travaille en tant que scénographe au théâtre sur différentes créations dont notamment Roberto Zucco (Cie. Le Vélo Volé) puis comme décoratrice au cinéma sur des publicités et courts-métrages[réf. nécessaire].

## Carrière

### Télévision
Ses origines lui permettent à d'interpréter différentes nationalités et de jouer en plusieurs langues. Elle travaille aussi bien en France que sur des productions internationales : elle se fait connaître pour son interprétation de Dr Shirin, l'un des rôles principaux de la série Netflix au succès mondial Fauda (2015), aux côtés du comédien Lior Raz, également producteur et créateur de la série. Elle est connue aux États-Unis pour ses rôles dans la série américaine HBO Cinemax Strike Back (2010)[réf. nécessaire].
Elle interprète le rôle de Cléopâtre dans Le Destin de Rome (2011) pour ARTE, puis Eshana dans la série Hero Corp saison 2, de Simon Astier, ainsi que dans le personnage de Jade de la série française Yes I do produite et diffusée sur la plateforme Studio+ (Groupe Canal+)[réf. nécessaire].

### Cinéma
Elle a joué dans le film The Land of Nothing (2015) d’Amine Kouider (Maharishi University Master in Films, dirigé par David Lynch et le film Aleppo d’Anthony Grippa ainsi que dans Mon fils d'Eran Riklis (2014).
Elle a eu le rôle principal féminin du long-métrage Holy Air de Shady Srour en compétition officielle au festival de Tribeca 2017 et au Festival international du film de Jérusalem où il obtient le FIPRESCI Award (prix de la critique internationale)[réf. nécessaire]. Elle tourne la même année dans le film Tel Aviv on Fire de Sameh Zoabi sorti en 2018[réf. nécessaire].
Elle joue dans le long-métrage français Long Time No See (2019) de Pierre Filmon avec Pierre Rochefort et dans Un homme heureux (2023).

### Théâtre
Laëtitia Eïdo fait ses débuts sur scène, avec plusieurs rôles marquants dont Andromaque dans la pièce de Racine ou Eglé, dans La Dispute de Marivaux. Elle est de retour sur scène en 2017 dans l'adaptation du roman Le 4e mur de Sorj Chalandon (Goncourt Lycéens 2013) mise en scène par Arnaud Stéphan, au Théâtre national de Bretagne de Rennes[réf. nécessaire].

### Musique
En 2019 Laëtitia Eïdo se lance dans la musique, sous le pseudonyme EÏDÖ, en accompagnant les DJ's « Bart&Baker » sur le titre Atlantida adapté de l’air traditionnel d'El Payande, popularisé par la chanteuse Lhasa. Atlantida fait partie de la sélection 2019 du Buddha Bar, et sortira en CD et Vinyle[réf. nécessaire].

## Filmographie

### Cinéma

#### Longs métrages
- 2012 : Article 23 de Jean-Pierre Delépine : Nès, la maîtresse du président de la banque
- 2012 : Vole comme un papillon de Jérôme Maldhé : Mme Mehni, professeure de français
- 2014 : Mon fils d’Eran Riklis : Fahima
- 2014 : Fadhma N'Soumer de Belkacem Hadjadj : Fadhma N'Soumer
- 2017 : Holy Air de Shady Srour : Lamia
- 2018 : Tel Aviv on Fire de Sameh Zoabi : Maisa
- 2019 : Entre deux trains de Pierre Filmon : Marion
- 2021 : L'Homme de la cave de Philippe Le Guay : Maître Vesquez
- 2021 : Les Choses humaines d'Yvan Attal : Yasmina Vasseur
- 2021 : Le silence de Sibel d'Aly Yeganeh : Hana
- 2022 : Presque de Bernard Campan et Alexandre Jollien : Patricia
- 2023 : Un homme heureux de Tristan Séguéla : L'endocrinologue
- 2024 : Chief of Station de Jesse V. Johnson : Farrah
- 2024 : Elyas de Florent-Emilio Siri : Amina
- 2024 : Ma famille chérie d'Isild Le Besco : Ana
- 2024 : La Vierge à l'enfant de Binevsa Berivan : Yassemine
- 2024 : Dirty Angels de Martin Campbell : Awina
- Prochainement : The Way of the Wind de Terrence Malick : Anna

#### Courts métrages
- 2008 : E Mille de Pauline Goasmat : Lila
- 2008 : Paname Follie's de Sophie Blanvillain : L'espagnole
- 2009 : La marche des crabes d'Hafid Aboulahyane : Sarah
- 2012 : Mollement, un samedi matin de Sofia Djama : Myassa
- 2015 : Un métier bien de Farid Bentoumi : La cliente anglaise
- 2015 : Land of Nothing d'Amine Kouider : Aria
- 2016 : The 12 Project d'Hadi Moussally : Born
- 2017 : Orgasme et Violons de Philippe Beheydt : Elle
- 2019 : Aleppo[7] d'Anthony Grippa : Hanan
- 2020 : Et dehors ils embrassaient le silence de Vanessa Caffin et Benjamin Rossignol

### Télévision

#### Séries télévisées
- 2008 : Doom-Doom : Une femme
- 2010 : Hero Corp : Eshana
- 2011 : Le Destin de Rome : Cléopâtre
- 2012 : Strike Back : Markunda
- 2015 - 2017 : Fauda : Dr Shirin El Abed
- 2017 : YES I DO : Jade
- 2018 : Mongeville : Émilie Blondel
- 2019 : Prise au piège : Lila
- 2020 : Primal : Mira (voix)
- 2021 : L'Absente : Selma
- 2022 : Les Disparus de la Forêt-Noire : Eva Stein
- 2023 : Liaison : Sabine Louseau
- 2023 : Citadel : Christoph
- 2023 : Le Code : Fanny Costa, avocate générale
- 2026 : Vendetta d'Ange Basterga

## Distinctions
Laëtitia Eïdo a fait partie en 2015 de la sélection Talents du Festival de Berlin et a été membre du jury des festivals de Jérusalem, Oran ou Cannes pour la Queer Palm[réf. nécessaire].
Elle a été distinguée à quatre reprises en tant que meilleure actrice : aux festivals Vues du Monde de Montréal, au FESPACO et au festival d'Agadir pour son rôle titre du personnage historique Fadhma N’Soumer, résistante Kabyle du XIXe siècle dans le long-métrage de Belkacem Hadjadj. Ainsi qu'au festival Magna Graecia en Italie, pour son rôle de Shirin dans la série Netflix Fauda.
- 2016 : Prix de la « Meilleure actrice » catégorie films nord-africains au FESPACO pour Fadhma N'Soumer de Belkacem Hadjadj.
- 2016 : Prix de la « Meilleure actrice » au festival Vue du Monde de Montréal pour Fadhma N'Soumer de Belkacem Hadjadj.
- 2017 : Nomination prix de la meilleure actrice au Festival du film de Tribeca de New York pour Holy Air de Shady Srour.
- 2017 : Nomination prix de la meilleure actrice au Festival international du film de Jérusalem pour Holy Air de Shady Srour.
- 2020 : Prix Colonna d'Oro[11] de la « Meilleure actrice » pour son rôle de Dr. Shirin dans la Série TV Fauda sur Netflix, au Magna Graecia Film Festival[13] en Italie.